# Do Sítio de Nossa Senhora ao actual Largo da Ajuda
Do Sítio de Nossa Senhora ao actual Largo da Ajuda é uma monografia  de 23 páginas da autoria de Mário de Sampaio Ribeiro retirada da "Conferência ao ar livre efectuada, por iniciativa do Pelouro Cultural da Câmara Municipal de Lisboa, no Largo da Ajuda, na tarde de 10 de Novembro de 1935". Considerado uma "raridade bibliográfica", pertence à coleção de "Publicações dos Anais das Bibliotecas, Museus, e Arquivo Histórico Municipais" (nº 10) publicada pela Câmara Municipal de Lisboa em  1936.